# Гогенцоллерн-Зігмарінгенське князівство
Гогенцоллерн-Зігмарінгенське князівство (нім. Fürstentum Hohenzollern-Sigmaringen) — князівство в південно-західній Німеччині зі столицею в Зігмарінгені. До 1623 року існувало як Гогенцоллерн-Зігмарінгенське графство (нім. Grafschaft Hohenzollern-Sigmaringen). На чолі цієї держави були представники Швабської гілки династії Гогенцоллернів. Ця невелика суверенна держава була анексована Прусським королівством в 1850 р., яке відбулось після зречення суверенності у вирі революції 1848 року, після чого воно стало частиною новоствореної прусської провінції Гогенцоллерн.

## Історія
Графи Швабської гілки династії Гогенцоллернів не є настільки добре відомими в історії як представники її молодшої, Франконської лінії, які стали бургграфами Нюрнберзькими і згодом правили в Бранденбург-Пруссії та Німецькій імперії.
Гогенцоллерн-Зігмарінгенське графство було створено в 1576 р. після розділу графства Цоллерн — ленного наділу Священної Римської імперії. Коли останній із графів Цоллерна, Карл І (1512—1579), помер, територія була розділена поміж трьома його синами:
- Ейтелем Фрідріхом IV Гогенцоллерном-Гехінгеном (1545—1605)
- Карлом ІІ Гогенцоллерном-Зігмарінгеном (1547—1606)
- Кристофом Гогенцоллерном-Гайгерлохським (1552—1592)

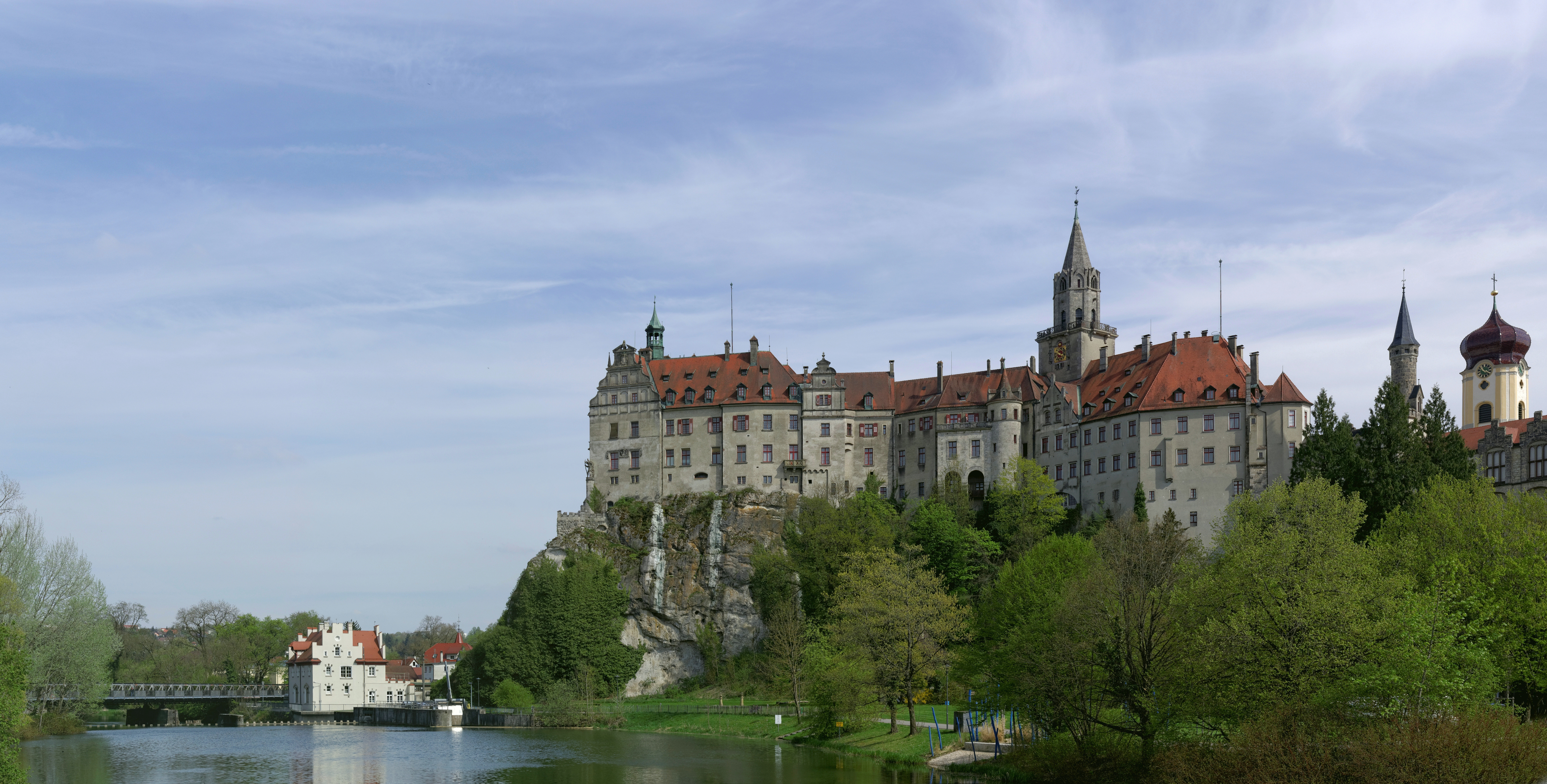
Зігмарінгенський замок

Гогенцоллерни-Зігмарінгени правили невеликим князівством у Швабії. Їхньою головною резиденцією був Зігмарінгенський замок через що в їхньому прізвищі й з'явилася однойменна приставка. На відміну від представників бранденбурзької гілки Гогенцоллернів і герцогів Прусських, які перейшли в протестантизм, Гогенцоллерни-Зігмарінгени зберегли вірність католицькій церкві разом зі своїми кузенами Гогенцоллернами-Гехінгенами, представниками старшої лінії швабської гілки династії Гогенцоллернів, та Гогецоллернами-Гайгерлохськими.
Князівство було проголошено незалежним у 1815 р. після зникнення Священної Римської імперії в 1806 р. та закінчення Наполеонівських війн . Правитель цієї землі Карл дав своїй країні 1833 р. конституцію, але через важкі податки (із 1818 по 1848 рр. вони зросли вшестеро), його було скинуто з престолу в ході революції 1848 року. Його син, Карл Антон, не бажаючи втрачати свою спадкову владу в князівстві, звернувся за допомогою до Пруссії. Прусські війська прибули до Гогенцоллерн-Зігмарінгену в серпні 1849 р. Згідно підписаної угоди в грудні цього ж року, графство Гогенцоллерн-Зігмарінген було включено до складу Пруссії, остаточно приєднання завершилося на березень 1850 р. Ця анексія, однак, не означала втрату династією Гогенцоллернів-Зігмарінгенів своєї значимості.
Останній правитель графства, Карл Антон, займав посаду міністра-президента Пруссії в 1858—1861 рр. Другий син Карла Антона, Карл Ейтель Гогенцоллерн-Зігмарінген став князем (1866—1881), а згодом і королем (1881—1914) Румунії під ім'ям Кароля І. Члени цієї династії правили в Румунському королівстві аж до скасування там монархії в 1947 р.
Старший син Карла Антона, Леопольд, був обраний у 1870 р. кортесами в іспанські королі. І хоч від корони він був змушений відмовитися, але тим не менш його обрання королем Іспанії стало приводом для оголошення Францією війни Пруссії, яка ввійшла в історію як французько-прусська (франко-прусська) війна.

## Правителі

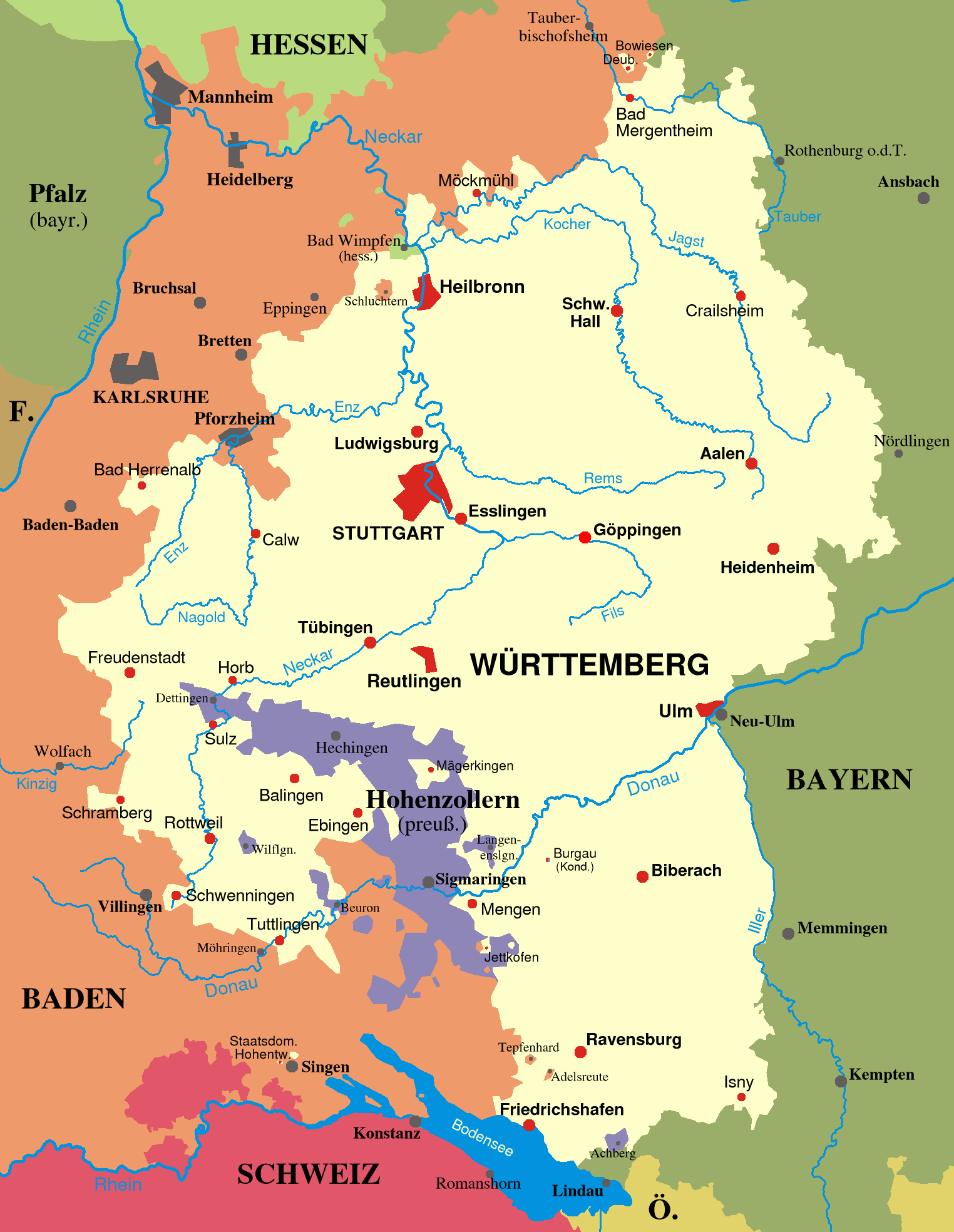
Гогенцоллерн після приєднання до Пруссії

### Гогенцоллерн-Зігмарінген
- 1576—1606 — Карл II (*1576, †1606)
- 1606—1638 — Іоганн (*1578, †1638); граф до 1623, после — князь
- 1638—1681 — Мейнрад (*1605, †1681)
- 1681—1689 — Максимилиан (*1636, †1689)
- 1689—1715 — Карл Мейнрад (*1673, †1715)
- 1715—1769 — Йосиф (*1702, †1769)
- 1769—1785 — Карл Фрідріх (*1724, †1785)
- 1785—1831 — Антон Алоїс (*1762, †1831)
- 1831—1848 — Карл Антон Фрідріх (*1785, †1853)
- 1848—1849 — Карл Антон (*1811, †1885)

#### Претенденти на трон
- Карл Антон (*1811, †1885)
- Леопольд (*1835, †1905)
- Вільгельм (*1864, †1927)
- Фрідріх (*1891, †1965)
- Фрідріх Вільгельм (*1924, †2010)
- Карл Фрідріх (*1952)
- Александр (*1987)

### Румунія
- 1866—1914 — Кароль I; князь до 1881 р., після — король
- 1914—1927 — Фердинанд I
- 1927—1930 — Міхай I
- 1930—1940 — Кароль II
- 1940—1947 — Міхай I